# Jean-Arnaud-Pascal Raby de Saint-Médard
Jean-Arnaud-Pascal Raby de Saint-Médard es un político francés nacido el  en Castelsarrasin (Tarn-et-Garonne ) y falleció el 12 de octubre de 1833 en la misma ciudad.

## Biografía
Abogado, fue miembro del Tercer Estado en los Estados Generales de 1789 para el Senechaussee de Toulouse. Toma el juramento de la cancha de tenis y se sienta con la mayoría. Dejó de sentarse desde enero de 1791. Se convirtió en juez del tribunal civil de Castelsarrasin en 1800, luego presidente de este tribunal en 1816. Se jubiló en 1830.